# Vito Fabris
Vito Fabris (Santa Sofia, 20 settembre 1954 – Pistoia, 10 aprile 2021) è stato un cestista italiano.

## Carriera
Ha giocato nei campionati di Serie A1, Serie A2, Serie B e Serie C, dal 1971 al 1987. Le squadre di appartenenza sono state la Libertas Forlì (1971-79), la Pallacanestro Firenze (1979-83), il Basket Mestre (1983-85) e l'Olimpia Pistoia (1985-87). Con la Libertas Forlì ha ottenuto tre promozioni, di cui una dalla serie B alla Serie A2, e due dalla Serie A2 alla Serie A1. Ha contribuito poi alle promozioni dalla serie C alla B, e dalla serie B alla serie A2 con la Pall. Firenze, e dalla serie B alla serie A2 con l'Olimpia Pistoia.